# Русскоязычный общественный совет
Русскоязычный общественный совет (Russian-speaking Community Council, Inc.) — общественная организация выходцев из стран бывшего СССР в США демократической и правозащитной направленности, созданная в 2011 г. и зарегистрированная госдепартаментом штата Нью-Йорк. Основатель и лидер организации - Дмитрий Глинский (Dmitri Glinski). Прежнее название — Русскоязычный общественный совет Манхэттена и Бронкса. Коллективный член Нью-Йоркской иммиграционной коалиции. Инициатор создания Американской русскоязычной правозащитной ассоциации (АРПА), являющейся её автономным проектом. О её деятельности и проектах упоминается в частности в публикациях «Голоса Америки», нью-йоркской газеты «Русская реклама» и т. д. В 2012 г. совместно с Институтом современной России, Международной ассоциацией бывших советских политзаключённых, Фондом генерала Петро Григоренко участвовала в организации нью-йоркских митингов «за честные выборы в России» и создании правозащитной коалиции эмигрантских организаций. Проводила конференции в Колумбийском университете; инициировала создание «русскоязычного кабинета» при Общественном защитнике г. Нью-Йорка (вторая по значимости выборная должность в городе после мэра); участвовала во встречах этнических общин с представителями администрации Барака Обамы (2015-16 гг.). Проводила форумы объединений иммигрантов из стран бывшего СССР в Нью-Йорке, в том числе в здании Ассамблеи штата и с её участием. Обращалась к руководству Городского университета Нью-Йорка с петицией о создании центра изучения русскоязычных диаспор; позднее образовала такой центр, который проводит круглые столы по истории и современной жизни русскоговорящей диаспоры. В январе 2021 г. опубликовала пакет предложений администрации Байдена по вопросам иммиграционной политики и прав человека. В феврале 2022 г. выступила с осуждением вторжения Путина в Украину, проводит онлайн-встречи Антивоенного круглого стола общественных деятелей украинской и российской диаспор.